# 雲興郡
雲興郡（：／ Unhŭng gun */?）是朝鮮民主主義人民共和国两江道東南部的一个郡，東南與咸鏡南道相鄰。面積963.19平方公里，2008年人口61,705人。下分1邑、9勞動者區、11里。1954年从惠山市和甲山郡各取一部分合并而成。  
云兴郡在白头山高原西南边缘，长白山之中。最高处是海拔2,122公尺的大角峰（대각봉）。河流主要有雲寵江（운총강）、五是川（오시천），以及大東川（대동천）。86％的面积被森林覆盖。
农业主要是旱田。农场生产土豆，小麦和大豆。其他农作物较少。伐木是主要的行业，木材加工制造业发达。也有矿山，提取铜，硫化铁，铅， 高岭土和钨。
云兴目前有公路和铁路，白頭山青年線铁路经过该地。